# 美丽与信仰
美丽与信仰（德語：Glaube und Schönheit）是纳粹德国德国少女联盟下属的一个青年组织。这一组织是德国国家社会主义教育体系的一部分，该组织的使命是起到德国少女联盟最大离团年龄（18岁）和国家社会主义妇女联盟的最小加入年龄（21岁）间的过渡作用，防止这段年龄层的青年女子转向私人生活，而忽略纳粹党和国家。
加入这一组织是自愿的，会员资格为17到21岁的女孩。

## 历史
美丽与信仰成立于1938年，起到德国少女联盟和国家社会主义妇女联盟间的过渡作用。在一体化和民族共同体的理念下，女子应该在工作或结婚生子前参与民族共同体的建设工作。
协会的任务是培养女孩适应妻子和母亲的角色，协会提供有服装设计、健康生活起居等课程。课程体系围绕家庭经济学开设，以使成员能有效处理家庭事务、烹饪和照顾儿童。
1937年成为德国少女联盟领导人的尤塔·吕迪格提到：
我们少女联盟的任务是让我们的女孩成为国家社会主义世界的火炬手，我们需要让女孩们取得身体、心灵和精神的和谐。我们需要让女孩有健康的身体和和谐的思想，体现神圣美丽的创造。我们要使女孩们信任德国和我们的领袖，并将这信念传达给她们未来的孩子。